# Марциальные воды (музей)
Музе́й «Марциа́льные воды» — исторический музей-заповедник в посёлке Марциальные Воды, основанный в 1946 году народным учителем и краеведом Василием Трошиным. Экспозиция посвящена истории первого российского курорта «Марциальные воды». Музей является филиалом Национального музея Республики Карелия.

## История
История возникновения музея тесно связана с историей создания в деревне Дворцы курорта.
22 марта 1946 года Совет народных комиссаров Карело-Финской ССР принял постановление об организации в деревне Дворцы Петровского района — Петровского музея.
23 сентября 1946 года территория первого русского курорта была объявлена заповедником, включившим: церковь апостола Петра, павильон над Петровским источником (1858), павильон над новым источником (1892—1894) и дом Горного ведомства.
25 июля 1948 года Петровский музей был открыт для посетителей. Первоначально в экспозиции музея было два раздела:
- участие карельского народа в Северной войне;
- Император Пётр I на Марциальных водах.

В 1955 году музей-заповедник на правах отдела вошел в состав Государственного краеведческого музея Карельской Автономной ССР.
В 1959 году по рекомендации учёного совета НИИ музееведения музей изменил профиль и стал называться «Музей-заповедник Марциальные воды».
В 1993 году из музея была совершена кража. Воры проникли в музей, проделав в кровле дыру и не затронув сигнализацию и похитили ряд артефактов петровской эпохи. Предметы так и не были найдены. После кражи в музее установили круглосуточную охрану. Наиболее ценные экспонаты вывезли в хранилище Краеведческого музея. Сегодня половину экспозиции занимают не подлинные документы, а копии.
В 2008 году началась реставрация двух павильонов над источниками. Они были демонтированы и вывезены на реставрацию в город Сортавала, где располагалась фирма, выигравшая конкурс, который был объявлен республиканским Министерством культуры. Однако с оплатой реставрации возникли сложности. Работы были возоблены только в 2015 году за счет привлеченных Министерством культуры республики внебюджетных средств. Отреставрированные павильоны восстановлены на отремонтированных фундаметах в 2016 году.
В 2019 году реставрировалась церковь святого апостола Петра — единственного в Карелии памятника архитектуры, связанного с деятельностью Петра I и сохранившегося с нетронутым архитектурно-декоративным убранством и живописью иконостаса. Последняя комплексная реставрация церкви проводилась в 1988—1992 годах. В том же, 2019 году, началась реставрация Дома горного ведомства (домика смотрителя), где располагается постоянная экспозиция музея. В связи с запретом на проведение реставрационных работ рядом с целебными источниками, Дом на время реконструкции перевозился в Вологодскую область, а после её завершения в конце 2020 года памятник архитектуры вернулся на прежнее место.

## Состав
В состав музея-заповедника входят:
- дом горного ведомства (1830) с размещенной в нем экспозицией;
- павильон над Петровским источником (1858);
- павильон над новым источником (1892—1894);
- Церковь Святого Апостола Петра с внутренним убранством.

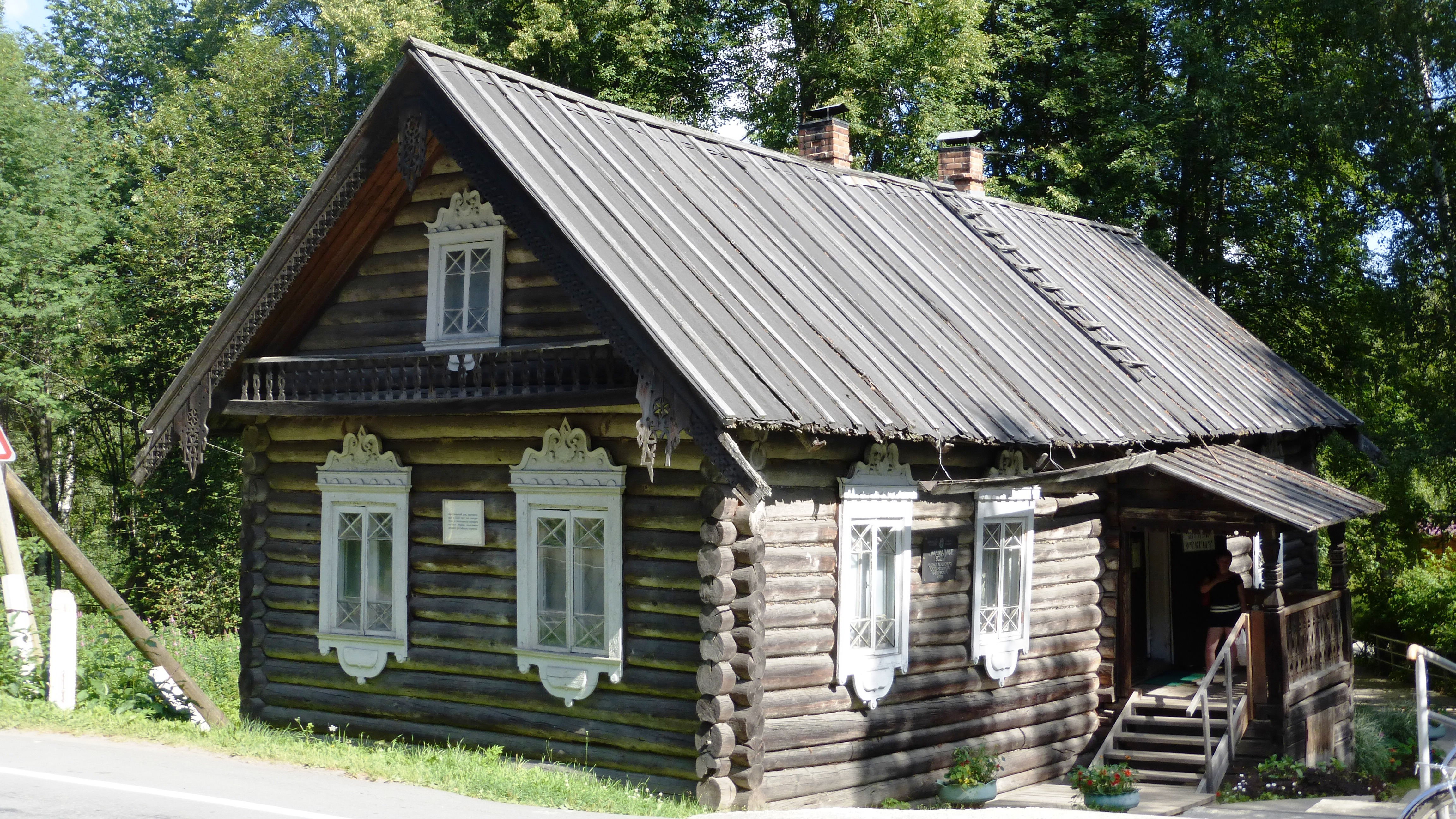
Дом горного ведомства (дом смотрителя) до реконструкции
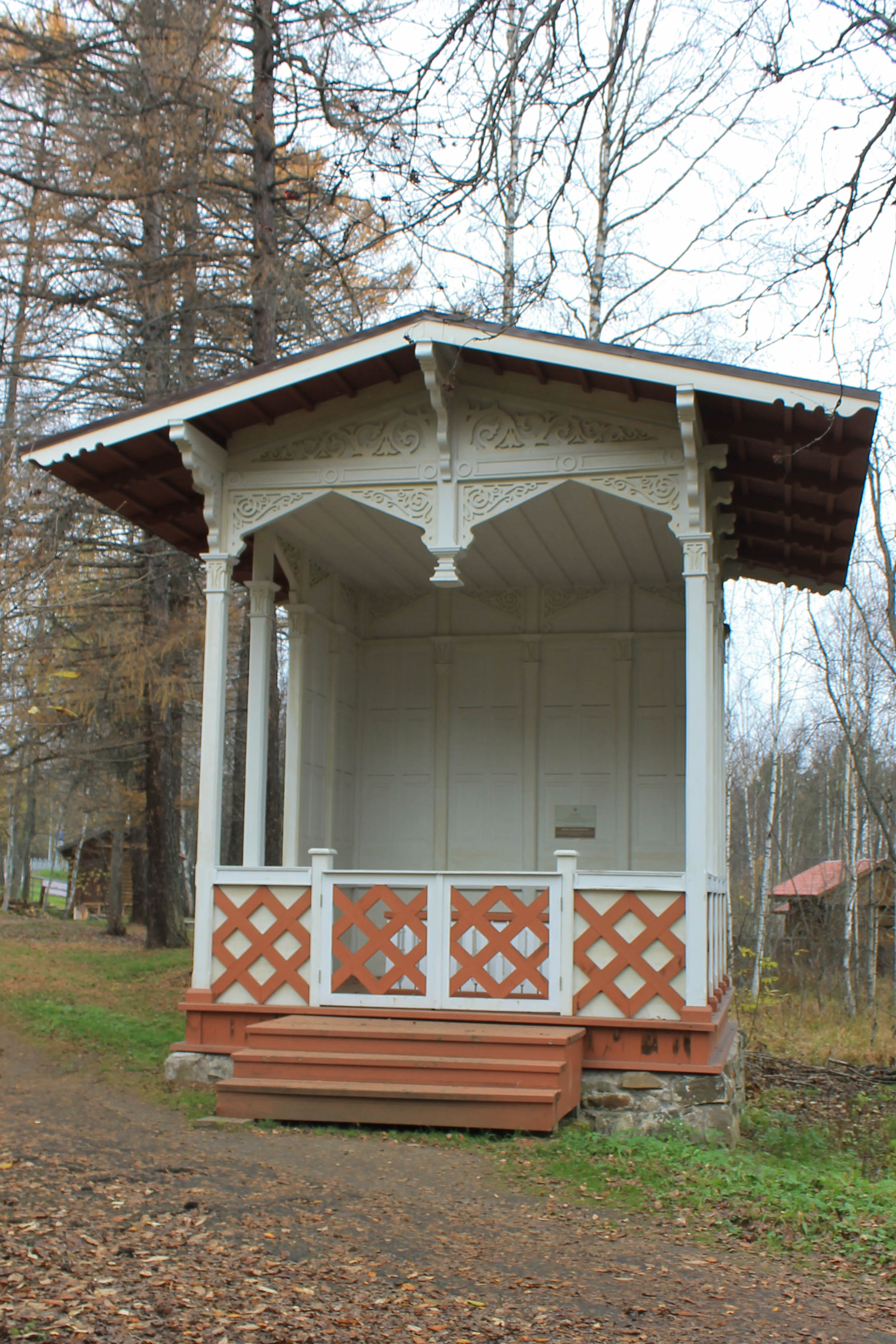
Павильон над Петровским источником (открытый)
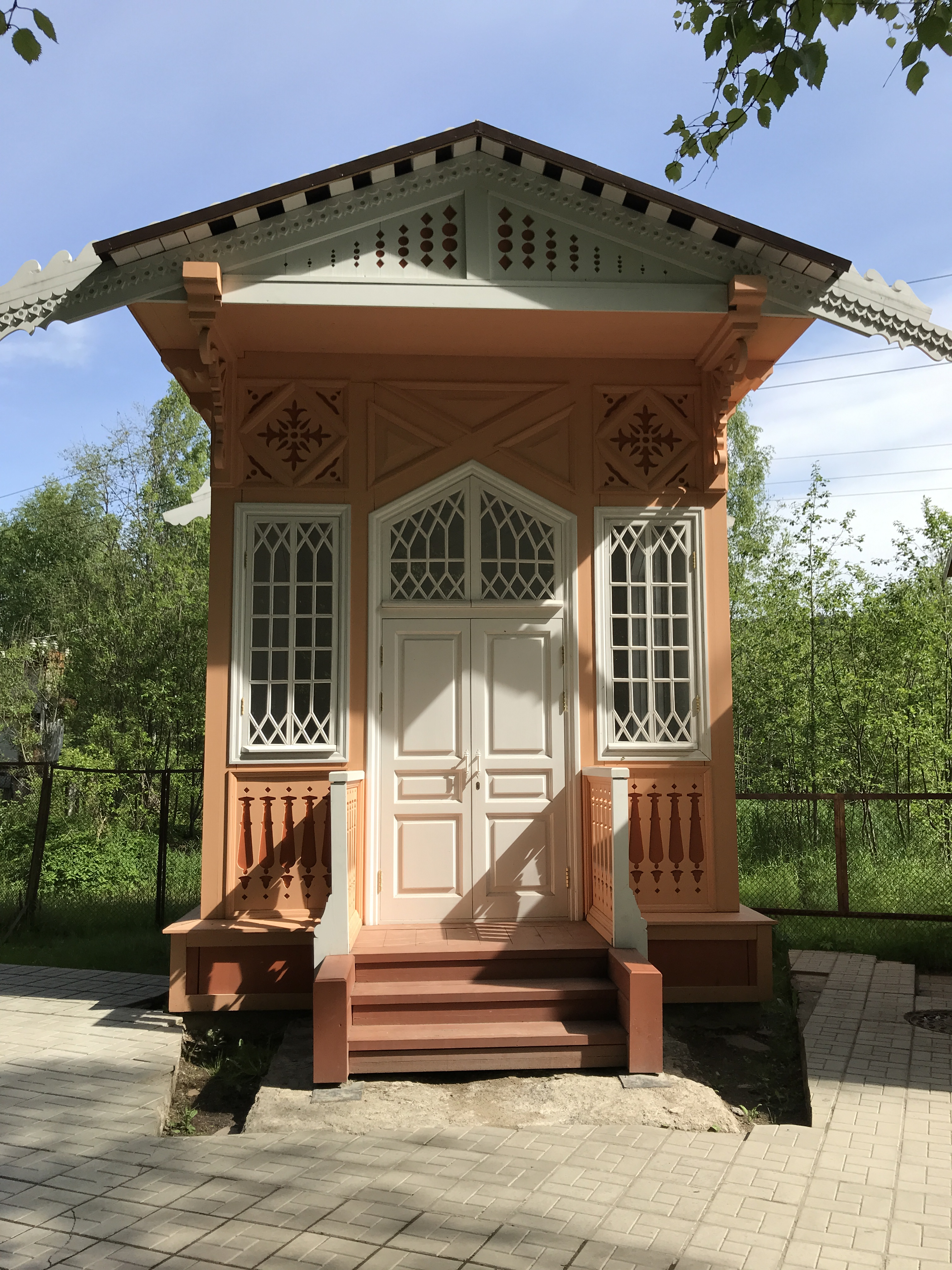
Павильон над новым источником (закрытый)
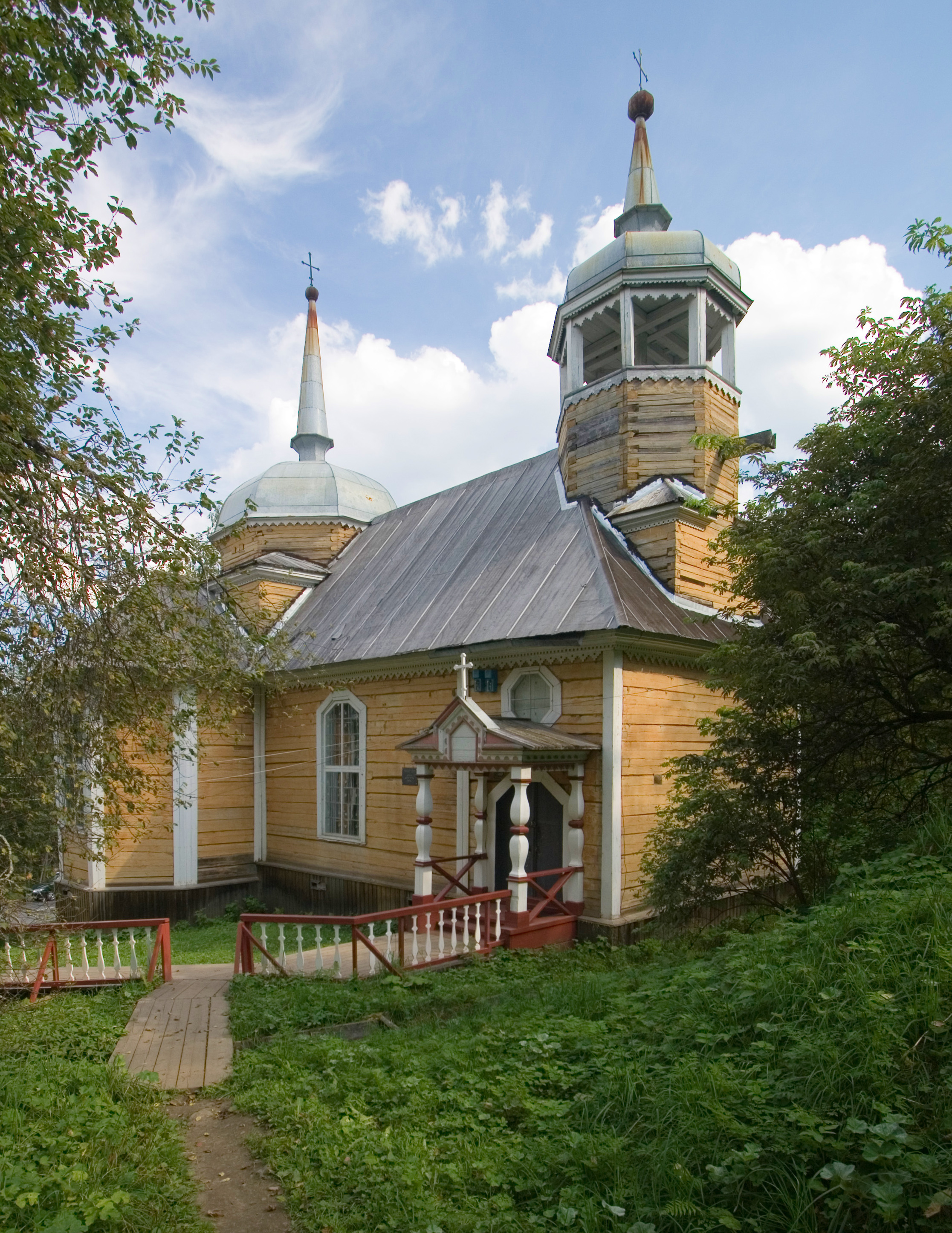
Церковь апостола Петра